# Porsche 962
Porsche 962 — гоночний автомобіль для автоперегонів групи С компанії Porsche, званий домінатор. Довший час домінував на трасах перегонів, отримавши 31 перемогу у 1984-1994 роках. Було виготовлено 91 машину з корпусами з кевлару.

## Технічні дані

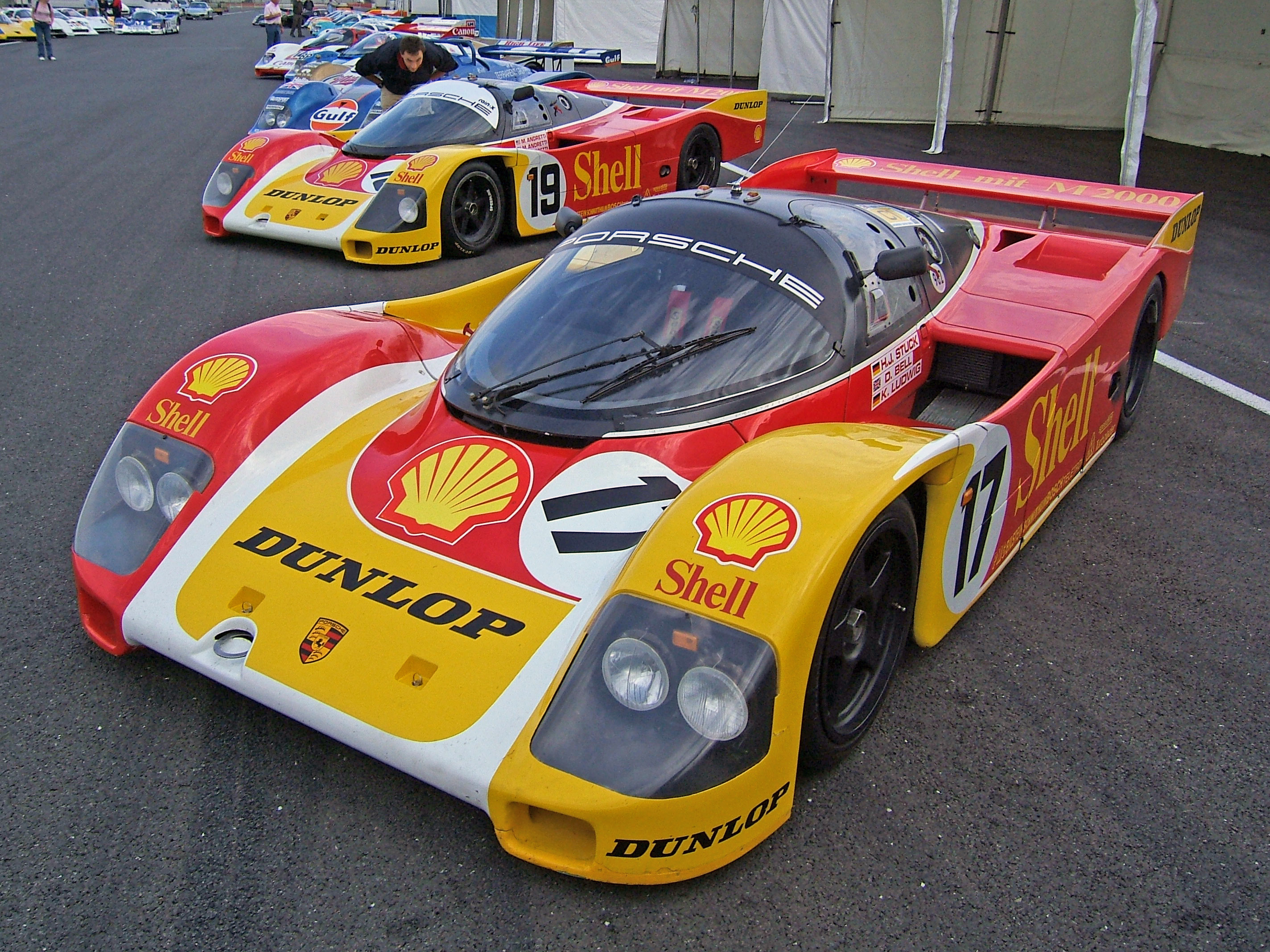
Porsche 962C. Переможець 24 години Ле-Ман. 1988

|                               |                                                                          |
| Розміри                       | Параметри                                                                |
| Мотор                         | Porsche 934 B6 DOHC 24v, два турбонагнітачі KKK 36                       |
| Циліндри                      | 95 x 70 мм                                                               |
| Потужність                    | 620 к.с. (462 кВт) при 8200 об/хв                                        |
| Момент обертання, макс.       | 630 Нм при 6000 об/хв                                                    |
| Степінь компресії             | 7,5:1                                                                    |
| Гальма                        | стальні дискові діаметром 355 мм                                         |
| Колеса                        | Алюмінієві ободи BBS, гальмівні алюмінієві диски Brembo діаметром 330 мм |
| Шини                          | передні Michelin Pilot SP-1 задні 335 x 30 ZR17)                         |
| Витрата палива на 100 км      | 25,3 л                                                                   |
| Гальмівний шлях, 100-0 км/год | 32,0 м                                                                   |
| Прискорення, 0-100 км/год     | 2,7 сек                                                                  |
| Прискорення, 0-200 км/год     | 8,9 сек                                                                  |
|                               |                                                                          |